# 진병영
진병영(陳炳榮, 1965년 3월 8일~)은 대한민국의 건축사이자 민선 8기 경상남도 함양군수이다.

## 학력
- 수동국민학교 (졸업)
- 수동중학교 (졸업)
- 함양종합고등학교 (졸업)
- 진주산업대학교 (공학 / 학사)
- 진주산업대학교 대학원 (건축공학 / 석사)

## 경력
- 1996년 건축사 면허 취득
- 1996.1~2018.4 건축사사무소 전원 대표건축사
- 2001 함양청년회의소 회장
- 새마을문고 함양군지부 회장(경상남도 부회장)
- 함양군 농구협회 회장
- 함양군 학교운영위원장 협의회장
- 함양라이온스 이사
- 2008 경남과학기술대학교 강사
- 2011.2 거창 합천 함양 범죄피해자지원센터 이사
- 2011~2015 산림청 산림교육원 외래교수
- 새누리당 중위원회 부회장
- 2014.7~2018.4 제10대 경상남도의회 의원
- 2014.7 제10대 경상남도의회 의회운영위원회 위원
- 2014.7~2016.6 제10대 경상남도의회 전반기 건설소방위원회 부위원장
- 2012.3~2014.7 경남과학기술대학교 겸임교수
- 2017.1~2018.12 경상남도 도시디자인위원회 위원
- 2017.6~2019.6 경상남도 도시계획위원회 위원
- 2016.7 제10대 경상남도의회 후반기 농해양수산위원회 부위원장
- 2017 경상남도의회 예산결산특별위원회 위원장
- 2017.6~2019.6 경상남도 도시계획위원회 위원
- 2017.8~2020.7 경상남도 건축위원회 위원
- 2018.3~2020.3창원지방법원 거창지원 함양군법원 민사 조정위원
- 2020.2 함양군 소방안전대책협의회 회장
- 2018.11~2020.6 진병영 건축사사무소 대표
- 2022.7~ 제43대 경상남도 함양군수
- 2024.03.20 국민의힘 복당

## 수상
- 2012 함양군자원봉사협의회 감사패
- 2014 대한건축사협회장 공로패
- 2017 대통령 표창
- 2017 제4회 우수의정 대상

## 역대 선거 결과
|  | 66.35% |

|  | 38.23% |

|  | 59.09% |